# David Cuéllar Tainta
David Cuéllar Tainta (Pamplona, Navarra, 1 de novembre del 1979) és un exfutbolista navarrès que jugà de centrecampista.
Les temporades 2005-2006 i 2007-2008 les jugà amb el Gimnàstic de Tarragona, sent un dels jugadors destacats que aconseguí l'ascens a la Primera divisió durant la seva primera temporada. Després de dos anys al Nàstic, fitxà per l'Athletic Club on no jugà gaires partits i l'estiu següent fitxà pel Reial Múrcia.